# Hazen Land
Hazen Land är en ö i Avanaarsua på Grönland. Dess yta är 206 km2. Den hade inga invånare år 2005.